# Pierre Juge
Pour les articles homonymes, voir Juge.
Pierre Juge, né le 14 décembre 1917 à Paris et mort le 28 mai 2000 à Montauban, est un homme politique français. Membre du parti communiste, il est député du Tarn-et-Garonne de 1945 à 1951, et de 1956 à 1958.

## Biographie
Issu d'une famille ouvrière, Pierre Juge s'engage jeune en politique : en 1934, il adhère aux Jeunesses communistes dans le Lot-et-Garonne, puis au PCF quatre ans plus tard.
Après le début de la seconde guerre mondiale, il perd comme beaucoup de militants le contact avec le parti, qu'il ne retrouve qu'en 1941, à Aiguillon. Il devient rapidement un des principaux responsables locaux du parti, réorganisé dans la clandestinité.
Il s'engage ensuite dans la résistance armée, au sein des Francs-Tireurs et Partisans, et termine la guerre avec le grade de lieutenant FFI.
Secrétaire de la fédération communiste du Tarn-et-Garonne à la Libération, il y mène la liste du PCF lors de l'élection de la première assemblée constituante, il est élu député. Battu en juin 1946, il retrouve cependant son siège en novembre. Il est cependant considéré comme peu sûr politiquement par la direction du parti, soupçonné de faiblesse à l'égard des trotskistes, voire de sympathies titistes. Il reste cependant à son poste jusqu'en 1966. En 1947, il est élu conseiller municipal de Montauban, ville dont il est plus tard maire-adjoint.
Battu en 1951 à cause du système des apparentements, il s'engage brièvement au sein de l'Union de défense des commerçants et artisans, avant de suivre les directives du PCF et de rompre avec cette association qui s'engage dans l'action politique. Retrouvant son siège de député en 1956, il est battu lors du rétablissement du scrutin majoritaire, en 1958. il tente vainement de retrouver son siège lors des trois élections suivantes. Il sera plus tard candidat malheureux aux sénatoriales en 1977 et 1986

## Détail des fonctions et des mandats
Mandat parlementaire
- 21 octobre 1945 - 8 décembre 1958 : Député de Tarn-et-Garonne